# 陳國邦
陳國邦（英語：Power Chan Kwok-Pong，1968年2月4日—），香港前無綫電視男藝員。其妻為藝人羅敏莊。二人於2009年12月4日結婚。

## 背景
陳國邦小時候居住在九龍馬頭角馬頭角道的一幢唐樓（牛棚藝術村前身樓上），家有兩名胞兄以及兩個胞妹。他早年於樂民新村附近的流連。在1978年以插班生身份入讀保良局莊啟程第二小學（當時名為「保良局第五小學」），並於1980年上午校畢業。後與其兄就讀廠商會中學。當時陳國邦於仍然是職業先修學校的廠商會中學修讀金屬薄片工程課程，其中包括鑊鏟、水兜、垃圾鏟等打造工作。中三畢業後，他為了報讀香港理工學院（香港理工大學）工程師學科，所以轉到一般文法中學完成會考課程。在校時是一名理科生，曾在校內考獲全級第六名（共三百多人）的成績且精於數學科。陳國邦於東華三院邱子田紀念中學就讀中五年級時正值香港演藝學院創校招生，學院人士在該校向全體中五學生作示範介紹。這次演出加上他第一次看話劇的經歷啟發了他對演戲的興趣。於是，陳國邦在1985年決定投考香港演藝學院，並修讀四年制課程。1989年，他畢業於香港演藝學院，就讀期間已參與電影電視工作。陳國邦熱愛演戲，過去二十年曾參與之電影多達五十部。89年憑《壯志雄心》入圍台灣金馬獎；94年亦憑《飛虎雄心》提名香港電影金像獎。90年代後期在台灣及中國內地拍攝多部電視劇，2000年回巢TVB拍劇。2011年接替盧智燊演出《相約星期二》舞台劇飾演學生明哲一角。扮演教授慕理的為恩師鍾景輝博士，兩人台上台下皆是師生，演出默契十足。觀眾反應熱烈，幾年間已於廣州、多倫多、美國洛杉磯作巡迴演出。演出百場，感動逾十萬觀眾。
2015年10月，陳國邦在社交網站發佈一封名為「給無綫電視的公開信」，信中表明已離開無綫電視；但於同年12月，陳國邦被無綫及毛舜筠的誠意打動而答應參演與黎耀祥、毛舜筠合作的新處境劇，暫時簽1年部頭合約。
2016年12月，陳國邦正式約滿及再加上《愛·回家之八時入席》不會延長集數，而堅定離開無綫電視，其後主力在藝術方面發展。
2017年，香港話劇團為慶祝四十周年誌慶，推出大型製作劇目《紅梅再世》，現年四十九歲的陳國邦將於劇中飾演書生裴舜卿。《紅梅再世》在九月二至十日公演，完成表演後，陳國邦將回歸學校，繼續執起教鞭，於大學教戲劇。
2017年11月，陳國邦接受訪問時提到在ViuTV的劇集《身後事務所》中與年輕女演員盧慧敏有親熱戲，知道她很緊張後，便與她分享以前自己做新人的經驗。亦提及到跟吳君如在電影《戀愛的天空》拍攝瘋狂咀戲，那時已出道了幾年，有些演員很避忌拍親熱戲，吳君如教曉他親熱戲跟打鬥戲一樣都要試戲，不是臨場亂來的。另外，由於陳國邦替ViuTV拍攝劇集，使TVB高層不滿，將原定由他參與拍攝的旅遊節目《公公出埠》及《包青天再起風雲》被臨時換角。
2018年，陳國邦於香港浸會大學電影學院擔任客席講師，教授戲劇相關知識。
2019年，陳國邦與太太羅敏莊（Mimi）參與兒童音樂劇《童話。兒童的心底話》的演出，今次是兩夫妻第一次在舞台上合作，阿邦說當中有利亦有弊。

## 大事記
- 1989年，憑壯志雄心入圍台灣第廿六屆金馬獎（民國78年）最佳男配角。
- 1995年，憑飛虎雄心提名第十四屆香港電影金像獎最佳男配角。
- 2009年，与前TVB艺人羅敏莊正式注册结婚，展開新階段。
- 2012年，於萬千星輝頒獎典禮2012憑《大太監》的彭三順一角入圍最佳男配角最後兩強，僅敗於古明華。
- 2013年，於壹電視大獎2013憑《大太監》的彭三順一角榮獲最搶戲男配角。
- 2013年，10月20日一家三口黑衣到金鐘政府總部外集會和參與遊行，迫爆政府總部，要求政府發牌予香港電視以及公開發牌準則。但無綫意外地沒有封殺陳國邦。
- 2014年，於萬千星輝頒獎典禮2014憑《名門暗戰》的李秋芹一角入圍最佳男配角，並視為大熱門。
- 2019年，LIHKG討論區會員「堅尼s米拿」(連登會員編號：197090)的IQ題，「去沙灘唔𥄫女，估一個明星名」，要求估一個明星名。而答案是陳國邦，但是當答案公佈後，便引起大量連登網民不滿。自此，每逢有連登網民出帖發問IQ題時，經常有網民以李斯潮文回答。陳國邦因此與李斯掛鉤。因陈国邦曾在古天乐版的《寻秦记》里出演李斯一角。

## 演出作品

### 電視劇（無綫電視）
| 香港首播       | 劇名                      | 角色                               | 性質       |
| 1989年         | 迴路(單元劇)              |                                    | 跑龍套     |
| 1989年         | 他來自江湖                | Country Boy（第16-17,20,24集）     | 跑龍套     |
| 1990年         | 燃燒歲月                  | 常 滿（少年）                      | 男配角     |
| 1990年         | 戀愛快拍                  | 葉天成                             | 男配角     |
| 1990年         | 水鄉危情                  | 阿水                               | 男配角     |
| 1990年         | 烏金血劍                  | 鐵少年                             |            |
| 1990年         | 妙探對講機                |                                    | 跑龍套     |
| 1990年         | 歡樂山城                  | 何春水                             | 跑龍套     |
| 1991年         | 我愛玫瑰園                | 謝迪明                             | 男配角     |
| 1991年         | 今生無悔                  | 張進寶                             | 男配角     |
| 1991年         | 與郎共舞                  | 波 仔                              |            |
| 1991年         | 妙探對講機 (香港電視電影) | 貓頭鷹                             |            |
| 1992年         | 壹號皇庭                  | 趙志明                             |            |
| 1992年         | 血濺塘西                  | 呂富                               |            |
| 1992年         | 兄兄我我                  | 尤阿樂                             |            |
| 1992年         | 極度空靈                  | 葉仔                               |            |
| 1992年         | 九反威龍                  | 陳家明                             |            |
| 1992年         | 愛生事家庭                | 鍾若寶                             |            |
| 2000年         | 廟街·媽·兄弟              | 鄧國基                             | 男配角     |
| 2001年         | 娛樂反斗星                | 陳 威                              |            |
| 2001年         | 尋秦記                    | 李斯                               | 第四男主角 |
| 2002年         | 情牽百子櫃                | 周志華                             |            |
| 2002年         | 流金歲月                  | 司徒佳                             |            |
| 2002年         | 雲海玉弓緣                | 江 南                              |            |
| 2003年         | 衛斯理                    | 陳長青                             | 男配角     |
| 2003年         | 英雄·刀·少年              | 多里摩                             | 男配角     |
| 2004年         | 烽火奇遇結良緣            | 薛應龍                             | 男配角     |
| 2004年         | 足秤老婆八兩夫            | 鄭 先                              | 男配角     |
| 2004年         | 天涯俠醫                  | 鍾贊田                             | 男配角     |
| 2005年         | 我師傅係黃飛鴻            | 戴嘯天                             | 男配角     |
| 2005年         | 西廂奇緣                  | 孫飛虎                             | 男配角     |
| 2005年         | 人間蒸發                  | 文啟超（Super）                    |            |
| 2005年         | 阿旺新傳                  | 《殘酷一叮》主持人                 | 客串第10集 |
| 2005年         | 本草藥王                  | 大王子                             | 客串       |
| 2006年         | 覆雨翻雲                  | 范良極                             | 男配角     |
| 2006年         | 街市的童話                | 莫志強（傻強）                     | 男配角     |
| 2006年         | 潮爆大狀                  | 李廣德                             | 男配角     |
| 2006年         | 爭霸                      | 文種                               | 第四男主角 |
| 2007年         | 上海傳奇                  | 顧學之                             | 男配角     |
| 2007年         | 學警出更                  | 黎志堅                             | 男配角     |
| 2007年         | 歲月風雲                  | 汪紹良                             | 男配角     |
| 2007年         | 廉政行動2007              | 錢浩東                             | 單元角色   |
| 2007年         | 兩妻時代                  | 林柏森                             | 男配角     |
| 2007年         | 建築有情天                | 楊子軒（Brian）                    | 男配角     |
| 2007年         | 律政新人王II              | 辛萬金                             | 男配角     |
| 2008年         | 太極                      | 麻強                               | 男配角     |
| 2008年         | 古靈精探                  | 兆氏司機                           | 客串       |
| 2008年         | 疑情別戀                  | 徐若愚（Anson）                    | 第二男主角 |
| 2009年         | ID精英                    | 梁智倫                             | 男配角     |
| 2009年         | 絕代商驕                  | 林木森                             | 男配角     |
| 2010年         | 情人眼裏高一D             | Wilson（瘦Wil）                    | 男配角     |
| 2010年         | 搜下留情                  | 張思齊                             | 男配角     |
| 2010年         | 女王辦公室                | 文佐燊（Vincent）（客串第35-37集） | 客串       |
| 2010年         | 女人最痛                  | 池 男（Chi Lam）                   | 第二男主角 |
| 2010年         | 摘星之旅                  | 周卓威                             | 男配角     |
| 2010年         | 囧探查過界                | 何英標                             | 第四男主角 |
| 2011年         | 仁心解碼                  | 張梓棟                             | 男配角     |
| 2011年         | 女拳                      | 黃漢邦                             | 男配角     |
| 2011年         | 紫禁驚雷                  | 愛新覺羅·玄燁（康熙）              | 第三男主角 |
| 2011年         | 不速之約                  | 唐永燊（Vincent）                  | 男配角     |
| 2012年         | 拳王                      | 朱細祥                             | 男配角     |
| 2012年         | 大太監                    | 彭三順（三順爺）                   | 男配角     |
| 2012年         | 幸福摩天輪                | 蔣炳權                             | 男配角     |
| 2013年         | 仁心解碼II                | 何年月（Sunny）                    | 男配角     |
| 2013年         | 衝上雲霄II                | Paul                               | 客串       |
| 2013年         | 法外風雲                  | 宋家祥                             | 男配角     |
| 2014年         | 食為奴                    | 愛新覺羅·胤礽（太子）              | 男配角     |
| 2014年         | 寒山潛龍                  | 馬川芎（地瓜俠）                   | 第三男主角 |
| 2014年         | 名門暗戰                  | 李秋芹（傻Kai）                    | 第四男主角 |
| 2016年         | 公公出宮                  | 丹 田                              | 第四男主角 |
| 2016年－2017年 | 愛·回家之八時入席         | 林以默（畫哥）                     | 第二男主角 |

### 電視劇 (其他)
| 年份 | 播放頻道              | 劇集名稱                   | 角色                             |
| ---- | --------------------- | -------------------------- | -------------------------------- |
| 1990 | 香港電台              | 雙城記：告別交響曲         | 王國華                           |
| 1994 | 有線電視              | 石塘咀大學宿舍（電視電影） |                                  |
| 1994 | 有線電視              | 情義結（五集劇）           |                                  |
| 1994 | 有線電視              | 歡喜冤家慶團圓（五集劇）   |                                  |
| 1996 | 超級藝能              | 女人的故事（喜福會）       |                                  |
| 1996 | 超級藝能              | 黃飛鴻新傳                 | 牙擦蘇                           |
| 1996 | 中央電視台            | 香港的早晨                 |                                  |
| 1998 | 超級藝能              | 食神                       | 趙逢春                           |
| 1998 | 金英馬                | 絕代雙驕                   | 黑蜘蛛                           |
| 1998 | 陳勳奇                | 上海探戈                   | 小黑                             |
| 1999 | 香港電台              | 完全學生手冊之失竊記       | 訓導主任                         |
| 1999 | 唐人                  | 流氓太子                   | 柳進財                           |
| 2001 | 唐人                  | 楊門女將之女兒當自強       | 程剛                             |
| 2002 | 香港電台              | 鐵窗邊緣                   |                                  |
| 2009 | 香港電台              | 非常平等任務               |                                  |
| 2011 | 香港電台              | 廉政行動2011               | 唐亦峰（Wilson）（高級調查主任） |
| 2014 | 香港電台              | 性本善                     |                                  |
| 2015 | 香港電台              | 火速救兵III                | 宋日軒                           |
| 2017 | ViuTV                 | VR驅魔人：港爸港媽         | 大Jack                           |
| 2017 | ViuTV                 | 瑪嘉烈與大衛系列 前度      | 吳生                             |
| 2018 | 香港電台              | 運輸背後：出路             | 運輸署工程師Sam                  |
| 2018 | 香港電台              | 火速救兵IV                 | 彭敖                             |
| 2018 | ViuTV                 | 身後事務所                 | 莫迪文                           |
| 2018 | ViuTV                 | 陽關道                     | 程雲新                           |
| 2018 | 香港電台              | 我的家庭醫生3              | 方生                             |
| 2019 | ViuTV                 | 娛樂風雲                   | 張域高                           |
| 2019 | ViuTV                 | 黑市：神功戲 （第九集）    | 波哥                             |
| 2020 | 香港電台              | 格外樓神                   | 韋嘉芙（舅父）                   |
| 2022 | 騰訊視頻、愛奇藝、TVB | 女法醫JD                   | 狗頭（鄭久康）                   |
| 2024 | ViuTV                 | 飛黃騰達 (電視劇)          | 方智揚（院長）                   |
| 2025 | ViuTV                 | 三命                       | 駱澤信（中年）                   |

### 電影
- 1989 壯志雄心 Thank You, Sir
- 1992 力王 Story of Ricky
- 1992 逃學威龍2 Fight Back to School 2 （客串）
- 1993 天長地久 Days Of Tomorrow
- 1993 蠍子之滅殺行動 Murders Made to Order
- 1994 飛虎雄心 The Final Option
- 1994 風塵三女俠 Why Wild Girls/94男女交響曲
- 1994 戀愛的天空 Modern Romance / 四個好色的女人
- 1994 新邊緣人 To Live and Die in Tsimshatsui
- 1994 飛虎雄師之極道戰士 S. D. U. Mission in Mission
- 1994 屯門色魔 The Rapist
- 1994 點指兵兵之青年幹探  In the Heat of Summer/除暴組
- 1994 七金剛 又名香港機動警察 Wonder-Seven
- 1994 香港淪陷 1941 Hong Kong on Fire/魔鬼女集中營
- 1995 慈禧秘密生活 Love of the Last Empress
- 1995 野性的邂逅 Dream Killer/ 新夜半驚魂
- 1995 慈雲山十三太保 Those were the Days
- 1995 迷魂黨 Spike Drink Gang
- 1995 廣州殺人王之人皮日記 Diary of a Serial Killer
- 1995 蜘蛛女 Spider Woman
- 1995 南洋十大邪術 The Eternal Evil of Asia
- 1995 陽光地獄之人肉市場 Gates of Hell
- 1996 南洋第一邪降 Devil's Women
- 1996 假男假女 Boy's?
- 1997 黃飛鴻之西域雄獅 Once Upon a Time in China and America
- 1997 旺角大家姐 Ghost Story Godmother of Mongkok'
- 1998 杭州王爺 Lord of Hangzhou, The
- 1998 第100日 Our Last Day
- 1999 四個廚師一圍菜  Four Chefs and a Feast/春風得意梅龍鎮
- 1999 醫神 Doctor in Spite of Himself, The
- 1999 死蠢 Stupid
- 1999 水著 青春 救生 Beach Girl
- 1999 驚世核武案 Nuclear Weapon
- 1999 天網 Two Faces
- 2000 割喉 Cut Off The Throat
- 2000 古惑仔之黑道人渣 Street Kids: The Underdog
- 2000 發光石頭 Diamond Hill
- 2000 天殺 The Killer of The Lonely Heart
- 2000 大馬靈異奇譚 Da Ma Ling Yi Qi Tan
- 2000 賭命急先鋒
- 2001 生命有 take 2
- 2001 鎗神傳說 Legend Of Double Tap
- 2001 極速鎗王 Speedy Gun Shooter
- 2001 動物兇靈 Distinctive
- 2001 邊緣怒火 Shades Of Fire
- 2001 獸性誘惑 CRIME OF A BEST
- 2002 古惑仔之野獸 Animals, The
- 2003 懵伯 Foolish 23
- 2008 我的最愛 L for Love L for Lies (飾 家偉)
- 2008 戰‧無雙 COWEB
- 2011 檔案無法刪除 香港藝術發展局舉辦之「鮮浪潮2011–本地競賽部份」的「公開組」短片
- 2012 光輝歲月 Glory Days / 7 Assassins  (飾 小葉)
- 2017 蜀山降魔傳 (飾 崑崙派掌門 玉清子) (網路電影)
- 2017 拳道
- 2018 行運掃把星 (網路電影)
- 2018 犯罪現場
- 2018 你咪理，我愛你！
- 2019 換命
- 2020 激戰江湖(網路電影)
- 2021 行運掃把星(網路電影)
- 2023 掃毒3人在天涯
- 2023 內幕

### 舞台劇
- 1985-1986 年初二 香港演藝學院
- 1985-1986 榕樹下 香港演藝學院
- 1986-1987 鍾斯王 香港演藝學院
- 1986-1987 啊茜的救國夢 香港演藝學院
- 1987-1988 難得糊塗 香港演藝學院
- 1987-1988 幕漸升 香港演藝學院
- 1988-1989 大風暴 香港演藝學院
- 1991 兩兄弟一條心 第四線劇社
- 1992 法網雄心 編導製作社
- 1994 原野 中天製作
- 2009 球會風雲 香港戲劇協會為慶祝成立25周年劇目
- 2011-2016 相約星期二 中英劇團
- 2014 亞馬遜驚魂 迪士尼黑色世界
- 2017 紅梅再世

### 配音
- 2008 武俠梁祝 Butterflylovers (胡歌粵語配音)
- 2011 新少林寺 Shao Lin (吳京粵語配音)
- 2011 傻密歐與茱麗葉 Gnomeo and Juliet (Gnomeo粵語配音)
- 2011 藍精靈3D The Smurfs (Patrick粵語配音)
- 2012 龍門飛甲 Flying Swords of Dragon Gate（陳坤飾演的風里刀粵語配音）
- 2014 冰封俠：重生之門 The Iceman Cometh 3D（王寶強演的薩敖粵語配音）

### 電台節目
- 1990 黃金傳奇 超級電視台
- 1992-1993 反斗祥麒倫邦 (主持) 香港電台
- 1993-1995 周末祥麒倫邦 (主持) 香港電台
- 1994 唱談普通話 1994/95 隧道內的第365天 演員: 張學友 / 陳國邦 / 黃錦江  香港電台
- 1995 人間有情 1995 - 第九集 5:20 的渡輪上 演員: 劉曉彤 / 陳國邦 / 陳炎強  香港電台
- 1999 失竊記 香港電台
- 2000 尋找阿藍 香港電台
- 2001 反斗英語 香港電台
- 2001 的士怨曲 香港電台
- 2001 春風伴我行[2]-變出個未來 香港電台
- 2002 鐵窗邊緣之存離之間 香港電台
- 2009 非常平等任務之危險。司機 香港電台
- 2010 海關故事之奪網行動 香港電台

### 主持
- 1987-1989 新飛虎隊 ATV
- 1991-1992 K-100 TVB
- 1991-1992 勁歌金曲 TVB
- 2003 星晨旅遊日本和歌山真程趣 TVB

### 廣告
- 1991 Ricoh 相機
- 1991 巧克力
- 1991 雀巢咖啡
- 2010 Yes-Storage
- 2010 康業信貸快遞
- 2013 三皇清醇寶
- 2016 白蘭氏蟲草雞精 CS-4新配方

### 嘉賓
- 2015年：超強選擇1分鐘
- 2016年：我愛香港
- 2016年：男人食堂
- 2017年：1+1的幸福

### 電腦教學光碟
- 2002 用Photoshop邦你改相 寶生知識寶庫
- 2003 邦你剪片 寶生知識寶庫

## 外部連結
- 陳國邦新浪官方微博 （页面存档备份，存于）
- 天下第一邦-陳國邦個人網站 （页面存档备份，存于）
- FACEBOOK粉絲團 （页面存档备份，存于）
- 陳國邦的Instagram帳戶